# 2008年熱帶風暴馬可
热带风暴马可（英語：Tropical Storm Marco）是有纪录以来地球上规模最小的热带气旋，也是2008年大西洋飓风季第13场获得命名的风暴。系统源于2008年9月下旬加勒比地区西北部上空的广阔低气压区。10月4日，受东风波影响，伯利兹上空发展出小规模下层环流。低气压区从尤卡坦半岛最南端掠过并进入坎佩切湾，于10月6日发展成本季第十三号热带低气压。低气压很快就于当晚增强成热带风暴并获名“马可”，再于协调世界时10月7日清晨达到风力时速100公里的最高强度。
达到最高强度时，马可的热带风暴强度风场仅从中心向四周延伸18.5公里，创下规模最小热带气旋的新纪录并保持至今。协调世界时中午12点左右，气旋从墨西哥韋拉克鲁斯州的米桑特拉附近登陆，然后就开始迅速减弱，于当天晚上逐渐消散。由于覆盖范围很小，马可造成的破坏程度很轻，但气旋产生的暴雨引发3米多深的汹涌洪水，造成多户民居受损，另有多条公路被淹。

## 气象历史
2008年9月下旬，加勒比地区西北部上空有广阔的低气压区持续存在，这里便是热带风暴马可的起源。10月4日，有东风波到达相应海域，系统在伯利兹上空催生出环流中心。由于太接近陆地，低气压区起初难以发展。逼近坎佩切湾后，低气压区周围迅速发展出对流。协调世界时10月6日凌晨0点，低气压区在特尔米诺斯泻湖上空发展成2008年大西洋飓风季的第十三号热带低气压。受北侧的中层高压脊影响，低气压总体向西北偏西方向移动。由于气旋行经洋面外流环境好，风切变少而且水温偏高，气象机构预计系统会得以增强。美国国家飓风中心于当天中午12点将规模很小、云系覆盖范围宽度不超过137公里的热带低气压升级成热带风暴，并以“马可”（Marco）命名。
由于外界环境有利，马可在10月6日得以迅速强化。10月7日清晨，飓风猎人飞入风暴后测得飞行高度层风速达每小时110公里，地面风速每小时98公里，据此推算气旋已达到风力时速105公里、最低气压998毫巴（百帕；29.47 英寸汞柱）的最高强度。随着马可的强度迅速提高，气象机构认为风暴有可能在登陆前达到飓风标准。气旋继续向西北偏西方向前进，其内部有小规模深层对流保持，覆盖范围平均直径仅有14.8公里。达到最高强度后不久，马可的热带风暴强度风场从中心向外的扩展半径也只有18.5公里。10月7日中午12点，马可的中心从墨西哥韋拉克鲁斯州的米桑特拉（Misantla）附近登陆，登陆时的风力时速为105公里，仍处最高强度。进入陆地上空后，气旋迅速弱化，登陆仅6小时后就降级成热带低气压，最终于当晚在墨西哥山区上空逐渐消散。

## 防灾措施、影响和纪录

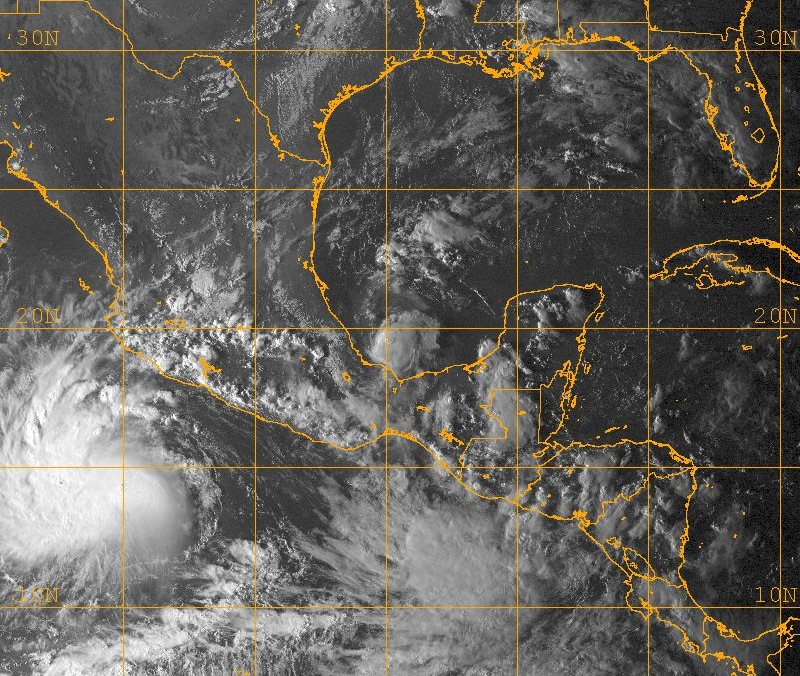
10月6日，飓风诺伯特（左下方）、热带风暴马可，以及之后会发展成热带风暴奥迪尔的低气压区（中下）同时存在。

风暴形成之时，墨西哥政府向韋拉克鲁斯州图斯潘（Tuxpan）到蓬塔拉戛托（Punta El Lagarto）之间的墨西哥湾沿岸地区发布热带风暴警告。当天下午，该国政府又向卡沃罗霍（Cabo Rojo）到韋拉克鲁斯之间地区发布飓风警告，同时把前述热带风暴警告的生效范围向北面延伸至卡沃罗霍。政府部门赶在风暴来袭前开设200个避难所，并将多所学校关闭。估计海岸沿线的低洼地区共有约3000人撤离，墨西哥军人动用校车将疏散居民送到避难所。马可成形所在海域当时有多个墨西哥主要石油设施，有4个石油平台上的33名工作人员撤离。此外，韋拉克鲁斯州还有6口油井和1家天然气处理厂关闭。经墨西哥交通运输部下令，韋拉克鲁斯州瑙特拉（Nautla）和阿尔瓦拉多（Alvarado）的港口禁止小型船只进出，以防万一。

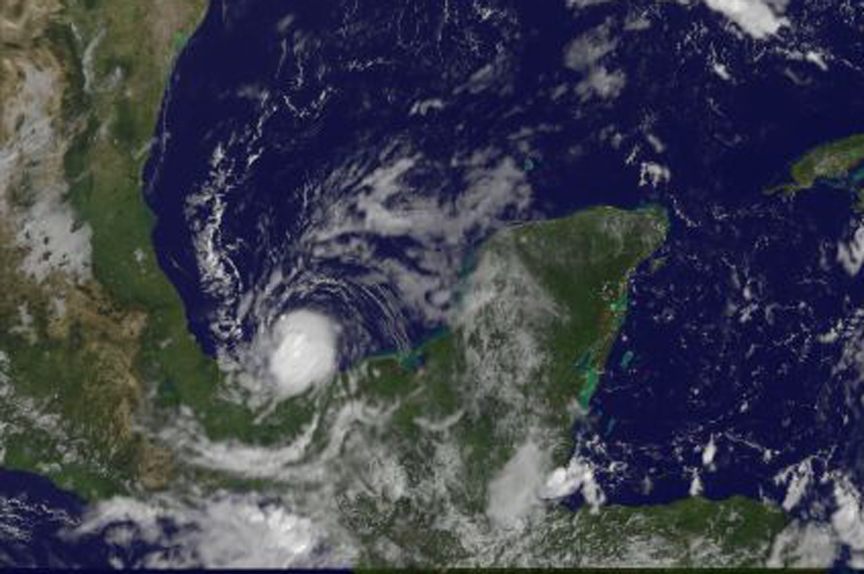
10月6日，刚刚升级成热带风暴的马可。

风暴登陆后产生暴雨，圣路易斯波托西州的普哈尔（El Pujal）降下201毫米雨量，是全州降水最多的所在，并且平均每小时的降雨量高达25.4毫米。韋拉克鲁斯附近多个沿海城镇发生洪灾，部分居民被迫向地势更高的地方转移。墨西哥多地此前已饱受严重洪灾的摧残，这次马可产生的暴雨更是雪上加霜。韋拉克鲁斯州政府在风暴过后的损失调查报告中表示，州内有两条河因这场风暴产生的雨水泛滥成灾。其中1条河导致包括米纳蒂特兰在内多个城镇的积水有3米深。韋拉克鲁斯州沿海地区的多条高速公路同样被淹，另外还有250户民居因河流和湖泊洪水泛滥被淹。韋拉克鲁斯州共有13个市镇受到气旋影响。维加德亚拉托（Vega de Alatorre）有77人因家园被淹而被迫疏散到附近的避难所。米桑特拉和临近的科利帕（Colipa）共发生3起山体滑坡事故，但都没有造成破坏。。马可总体上造成的影响很小，虽然受风暴影响的居民估计达到40万，但没有任何报道表明气旋曾直接导致人员伤亡，造成的破坏程度也很轻。
风暴过去后，墨西哥内政部民防总协调部宣布韋拉克鲁斯州的48个市镇进入紧急状态。到10月9日时，救灾物资已开始在灾区发放。根据墨西哥政府的纪录，发放的救灾物资包括4700张毛毯、2900张床垫、5554支瓶装水（容量均为500毫升）、26万盒牛奶、25万包饼干和1万2400箱学习用品。
10月7日凌晨0点52分，马可的热带风暴强度风场半径仅有18.5公里，比1974年12月24日强烈热带气旋崔西所创的48公里纪录还要小一半以上，成为有纪录以来规模最小的热带气旋并保持至今。